# جوليا بيل
جوليا بيل (بالإنجليزية: Julia Bell)‏ هي عالمة وراثة بريطانية، ولدت في 28 يناير 1879، وتوفيت في 26 أبريل 1979 في وستمنستر في مملكة إنجلترا.